# 費爾菲爾德鎮區 (愛荷華州錫達縣)
費爾菲爾德鎮區（英語：Fairfield Township）是位於美國愛荷華州錫達縣的一個行政鎮區。

## 地方資料
根據2010年美國人口普查的數據，費爾菲爾德鎮區的面積為79.61平方千米，當中陸地面積為79.61平方千米，而水域面積為0.00平方千米。當地共有人口268人，而人口密度為每平方千米3.37人。